# Abwehrgruppe-101
Abwehrgruppe-101 – oddział rozpoznawczo-wywiadowczy Abwehry podczas II wojny światowej
Oddział sformowano w maju 1941 r. w Rumunii. Na jego czele stanął kpt. Mak, potem mjr Foht, a następnie kpt. Ranter. Krótko po ataku wojsk niemieckich na ZSRR 22 czerwca tego roku, został przeniesiony na front wschodni. Do sierpnia działał przy 11 Armii. Od tego czasu był podporządkowany Abwehrkommando-1A. Agentura była werbowana spośród czerwonoarmistów osadzonych w obozach jenieckich w Mozdoku, Budionnowsku, Piatigorsku, Stawropolu, Stalinie, Krzywym Rogu, Winnicy, Kiszyniowie. W składzie oddziału znaleźli się – oprócz Rosjan – też Rumuni i Węgrzy. W sierpniu 1941 r. przy oddziale powstały kursy wywiadowcze. Do sierpnia 1942 r. kierował nimi białogwardzista rtm. Pilluj, a następnie b. major Armii Czerwonej Władimir Pismiennyj ps. "Lesner". W styczniu 1945 r. kursy połączono ze szkołą wywiadowczą prowadzoną przez Abwehrkommando-106.  Przeszkoleni agenci byli pojedynczo lub małymi grupkami przerzucani przez linię frontu na tyły Armii Czerwonej w celu prowadzenia działań rozpoznawczo-wywiadowczych. Oprócz tego Abwehrgruppe miała zadania kontrwywiadowcze w miejscach swojej dyslokacji. Ponadto przy Abwehrgruppe zostały sformowane specjalne oddziały karne złożone z Tatarów, Gruzinów i Ormian, które zwalczały partyzantkę i przeprowadzały ekspedycje przeciwko okolicznym wsiom. Oddział armeński wiosną 1943 r. został rozwinięty w Sonderkommando Dromedar.